# 赫里霍里夫卡 (馬基伊夫卡市鎮)
50°44′51″N 31°50′41″E / 50.74750°N 31.84472°E
赫里霍里夫卡（烏克蘭語：Григорівка），是烏克蘭北部切爾尼戈夫州尼任區马基伊夫卡市镇的村落。始建於1910年，面積0.002平方公里，海拔高度130米，2001年人口9，人口密度每平方公里4,500人。